# Pityromeria × longipes
Pityromeria × longipes là một loài dương xỉ trong họ Pteridaceae. Loài này được Baker L.D. Gómez mô tả khoa học đầu tiên năm 1979.